# Atypus magnus
Atypus magnus är en spindelart som beskrevs av Joon Namkung 1986. Atypus magnus ingår i släktet Atypus och familjen pungnätsspindlar. Inga underarter finns listade.